# Rut
A Rut héber vagy moábita eredetű női név, valószínű jelentése: barátság, barátnő.

## Gyakorisága
Az 1990-es években szórványos név, a 2000-es években nem szerepel a 100 leggyakoribb női név között.

## Névnapok
- január 4.[2]
- március 13.[2]